# Бересклет плоскочерешковый
Берескле́т плоскочерешко́вый (лат. Euónymus planípes) — листопадный кустарник или дерево, вид рода Бересклет (Euonymus) семейства Бересклетовые (Celastraceae). По современной классификации название является устаревшим синонимом вида Бересклет сахалинский (Euonymus sachalinensis).

## Ботаническое описание
Бересклет плоскочерешковый — кустарник до 3 м высотой или небольшое дерево. Побеги оливково-зелёные, или красно-коричневые, голые, часто с сизым налётом.

### Листья
Листовые пластинки 6—19 см длиной, 4—9 см шириной, от продолговато-эллиптической до широко-обратнояйцевидной или широкоэллиптической формы, на верхушке острые, по краю зубчатые или пильчатые, плотные. Черешки 4—13 мм длиной.

### Цветки
Соцветия 9—29-цветковые, рыхлые, на цветоносах до 13,5 см высотой.
Цветки 4—5-членные, 8—10 мм в диаметре. Лепестки до 5 мм длиной, зеленовато-кремовые, сверху с густым опушением.

### Плоды
Плод — коробочка 10—15 мм в диаметре с короткими (около 2 мм) прямыми крыльями.

## Распространение и экология
Произрастает на открытых склонах, среди луговой и кустарниковой растительности, на лесных полянах и опушках.
Общее распространение: российский Дальний Восток, Японо-Китайский район.

## Хозяйственное значение и применение
Может применяться в садоводстве как декоративное растение.
Растение ядовито.

## Классификация

### Таксономия
Euonymus sachalinensis (F.Schmidt) Maxim., 1882, Bull. Acad. Imp. Sci. Saint-Pétersbourg, sér. 3, 27: 446
Вид Бересклет сахалинский относится к роду Бересклет (Euonymus) семейства Бересклетовые (Celastraceae) порядка Бересклетоцветные (Celastrales). Кладограмма в соответствии с Системой APG IV по состоянию на декабрь 2023 года:
|  |                                      |  |                                   |                                   |                         |  | ещё 1 семейство | ещё 1 семейство |                       |  |  |  | еще 143 подтвержденных вида и 26 видов, ожидающих подтверждения |
|  |                                      |  |                                   |                                   |                         |  | ещё 1 семейство | ещё 1 семейство |                       |  |  |  | еще 143 подтвержденных вида и 26 видов, ожидающих подтверждения |
|  |                                      |  |                                   | порядок Бересклетоцветные         |                         |  |                 |                 | род Бересклет         |  |  |  |                                                                 |
|  |                                      |  |                                   | порядок Бересклетоцветные         |                         |  |                 |                 | род Бересклет         |  |  |  |                                                                 |
|  | отдел Цветковые, или Покрытосеменные |  |                                   |                                   | семейство Бересклетовые |  |                 |                 | Бересклет сахалинский |  |  |  |                                                                 |
|  | отдел Цветковые, или Покрытосеменные |  |                                   |                                   | семейство Бересклетовые |  |                 |                 |                       |  |  |  |                                                                 |
|  |                                      |  | ещё 63 порядка цветковых растений | ещё 63 порядка цветковых растений |                         |  |                 | еще 98 родов    | еще 98 родов          |  |  |  |                                                                 |
|  |                                      |  |                                   | ещё 63 порядка цветковых растений |                         |  |                 |                 | еще 98 родов          |  |  |  |                                                                 |

## Интересные факты
Описан в 1904 г. по культурному экземпляру, выращенному в Германии из семян, привезённых из Японии.